# Nikola Pokupčić
Nikola Pokupčić je hrvatski glumac. Glumačku karijeru imao je samo glumeći Marka Lukarića to jest Mirka Komana u televizijskoj seriji Operacija Barbarossa.

## Filmografija
- Operacija Barbarossa Marko Lukarić/Mirko Koman (1989.)